# Perla Thissen
Pearl Julia (Perla) Thissen (Willemstad, 22 mei 1955) is een Nederlands actrice van Curaçaose afkomst.
Thissen begon op het toneel en speelde in het seizoen 1988/89 als gastactrice voor Toneelgroep Amsterdam in het stuk Hinderlaag van Gerardjan Rijnders en Jeroen Henneman. In 1990 kreeg ze een hoofdrol in de televisieserie Medisch Centrum West, dat in 1992 de Gouden Televizier-Ring voor het beste Nederlandse televisieprogramma van het jaar won. Na het einde van Medisch Centrum West in 1994 ging Thissen verder als trainingsactice en speelde nog enkele bijrollen in bekende Nederlandse series zoals 12 steden, 13 ongelukken (1995, 1996), Goede tijden, slechte tijden (2003) en SpangaS (2011-12). In 2018 speelt Thissen de hoofdrol in de film Aan niets overleden van Raymi Sambo.

## Carrière
Thissen kwam op haar vijfde met haar moeder en zusjes vanuit Curaçao naar Nederland. Ze groeide op in Den Helder en doorliep succesvol de middelbare school. Na de middelbare school verhuisde ze naar Amsterdam en ging tijdelijk in de ziekenverzorging. Haar passie bleek acteren en niet veel later meldde ze zich aan bij de Acteursstudio in Amsterdam.

### Toneel
Thissen begon eind jaren 80 in verschillende toneelstukken te spelen. Als gastactrice speelde ze een seizoen lang in Toneelgroep Amsterdam met het stuk Hinderlaag. Van 1999 tot 2001 speelde ze drie maal op het Hollandse Nieuwe.
| - 1986: De Lotgenoten - diverse - 1988: De Meiden - Claire - 1988-89: Hinderlaag - diverse (Toneelgroep Amsterdam) - 1990: Herakles - Hera - 1990: Wat mannen en vrouwen mensen aandoen - diverse - 1991-92: Mr. Sero - vriendin - 1992: Catastrophe - Julie | - 1997: Spraken van de Ballade - Laila - 1998: TV8 - Fatima - 1998: Trow-Oso - Diana - 1999: Hollandse Nieuwe 3 - diverse - 2000: Hollandse Nieuwe 4 - diverse - 2001: Hollandse Nieuwe 5 - diverse |

### Film en televisie
In 1988 maakte Thissen haar debuut op de televisie als doktersassistente in de serie Zeg 'ns AAA. Dat jaar speelde ze ook gastrollen in Nieuwe buren en Medisch Centrum West. Vanaf 1990 tot 1994 vertolkte Thissen een vaste rol in Medisch Centrum West. Daarmee won ze in 1992 een Gouden Televizier-Ring. Haar rol was een verpleegster genaamd Joy Vijver. Ze speelde in verschillende series hoofd en bijrollen, zoals in Goede tijden, slechte tijden, Leven en dood van Quidam Quidam en 12 steden, 13 ongelukken.
In De Hulpsinterklaas speelde Thissen haar eerste rol in een film. Papa's Song volgde in 1999 en in 2006 speelde ze in de film Doodeind van regisseur Erwin van den Eshof. In de film speelde ze een moeder van een van de hoofdpersonen.
Thissen kwam in 2011 weer op de televisie. Ze speelde de rol van Oma Kenza, de oma van een van de hoofdpersonen, in de kinderserie SpangaS. Deze rol vertolkte ze tot in 2012.

### Trainingsactrice
Tegenwoordig werkt Thissen meer als trainingsactrice en communicatiecoach in Binnen en Buitenland in allerlei soorten bedrijfstrainingen voor commerciële instellingen, overheid en gezondheidszorg.

## Prijzen
| Jaar | Prijs                  | Serie                |
| ---- | ---------------------- | -------------------- |
| 1992 | Gouden Televizier-Ring | Medisch Centrum West |
| 1992 | TROS Kompas TV-ster    | Medisch Centrum West |

## Filmografie

### Film
| Jaar | Film                | Rol            | Opmerkingen                    |
| ---- | ------------------- | -------------- | ------------------------------ |
| 1992 | De Hulpsinterklaas  | Maria          | kinderfilm                     |
| 1999 | Papa's Song         |                |                                |
| 2006 | Dood Eind           | Jolines moeder | bijrol                         |
| 2014 | Dos Santos          | Faustos moeder | bijrol, korte film             |
| 2018 | Aan niets overleden | Thilda         | hoofdrol                       |
| 2019 | Joy                 |                | hoofdrol, 48 Hour Film Project |

### Televisie
| Jaar    | Serie                        | Rol                           | Opmerkingen     |
| ------- | ---------------------------- | ----------------------------- | --------------- |
| 1988    | Zeg 'ns AAA                  | Docters assistente            | 1 aflevering    |
| 1988    | Nieuwe buren                 | Verpleegster                  | 1 aflevering    |
| 1988    | Medisch Centrum West         | Accountmanager                | 1 aflevering    |
| 1990-94 | Medisch Centrum West         | Joy Vijver                    | hoofdrol        |
| 1996    | Het sluitend bewijs          | Politieagente                 | 1 aflevering    |
| 1996    | 12 steden, 13 ongelukken     | Zulema                        | 1 aflevering    |
| 1997    | 12 steden, 13 ongelukken     | Marga                         | 1 aflevering    |
| 1999    | Quidam, Quidam               | Moeders moeder                | 1 aflevering    |
| 2003    | Goede tijden, slechte tijden | Hoofdagente Marianne de Vries | 3 afleveringen  |
| 2006    | 16 miljoen rechters          | Verpleegster                  | 1 aflevering    |
| 2011-12 | SpangaS                      | Oma Kenza                     | 17 afleveringen |
| 2020    | Dit zijn wij                 | Lydia                         | 1 aflevering    |